# Джулз, Джадж
Джадж Джулз (англ. Judge Jules, имя при рождении Джулиус О’Риордан (англ. Julius O'Riordan); род. 26 октября 1966 года, Лондон, Великобритания) — британский диджей и музыкальный продюсер. Входил в 20-ку лучших диджеев по версии журнала DJ Mag с 1997 по 2006 годы (в 2011 году занимал 67 место).

## Радио
Джулз начал музыкальную карьеру как диджей на в то время пиратской станции Kiss FM перед тем, как попасть на Радио 1 Би-би-си в 1997 году, где он и по сей день ведет регулярную программу. После прихода на Радио 1 его программа передавалась с 17:00 до 19:00 по субботам. В 2003, после ухода Seb Fontaine с радиостанции, его программа переместилась на 19:00 (до 21:00). Громкое название программы приблизительно звучит как «разогрев к уикэнду» («The Weekend Warm-Up»). Время передачи было неизменно до сентября 2007 года.
В сентябре 2007 года программа переместилась на время с 01:00 до 03:00 с пятницы на субботу. Поскольку Джулз работает как диджей по пятничным вечерам, его передача теперь предварительно записывается вместо трансляции вживую.
Сейчас программу Джулза можно услышать на Радио 1 Би-би-си с 23:00 до 01:00 в ночь с пятницы на субботу. Она привлекает слушателей со всего мира благодаря трансляции через интернет и на спутниковом радио Сириус в США и Канаде. Благодаря своей программе Джулз выпустил в свет много популярных песен и композиций и является пионером ультрасовременной танцевальной музыки. Многие люди посылают ему свои новые композиции. По информации с официального сайта Джулса, он получает 250—300 промо новых невыпущенных композиций в неделю от многих людей.
Также Джулза можно услышать в его еженедельной программе «The Global Warm Up» в США, Европе и на Ближнем Востоке.
Добровольцы записывают и выкладывают передачу в виде MP3 в Интернет.

## Продюсирование
Джулз работает в качестве продюсера под именем Hi-Gate вместе с Полом Мастерсоном, а также, в последнее время, в одиночку под своим псевдонимом диджея, Judge Jules. В октябре 2006 Judge Jules выпустил первый сольный альбом — «Proven Worldwide». В январе 2009 в свет вышел второй альбом — «Bring the Noise».

## Личная жизнь
Джулз учился в школе University College School и Лондонской школе экономики. Во время обучения в университетах, он начал проводить небольшие вечеринки в качестве диджея. Изучаемая им специальность (юриспруденция) и привела к псевдониму «Judge Jules» (судья Джулз).
Джулз живёт в районе Highgate Северного Лондона. Он женился на Аманде Шо (Amanda Shaw) в Камдене (Camden) в марте 1998 года. Аманда участвует в вокальных партиях для группы Angelic, созданной Джаджем и Дареном Тейтом (Darren Tate). У Аманды с Джаджем есть сын, Джейк (Jake) (рожденный в июне 1999), и дочь, Фиби  (родилась в сентябре 2004). Дядя Джаджа — шеф-повар Рик Стейн (Rick Stein), ведущий передачу на ТВ. Как пожизненный и увлеченный фанат футбола Джадж поддерживает футбольный клуб Арсенал и, по просьбе клуба, выпустил ремикс на официальный гимн Английской футбольной премьер-лиги в 2005 году.